# Franz Bock
Franz Johann Joseph Bock (3. maj 1823 i Burtscheid – 30. april 1899 i Aachen) var en tysk kunstforfatter og præst. 
Bock har indlagt sig store fortjenester af paramentikkens, kirkeudsmykningskunstens, udvikling, dels som stifter af det ærkebiskoppelige museum, Stiftskunstforeningen i Köln m. m. og af flere guldsmedeværksteder for kirkelige brugsgenstande, dels som forfatter af værker som Die Kleinodien des heiligen römischen Reichs deutscher Nation nebst den Kroninsignien Böhmens, Ungarns und der Lombardei (Wien 1864, med 48 kromolitograferede Tavler), Geschichte der liturgischen Gewänder des Mittelalters (3 bind, Bonn 1861-71) m. m.fl. 